# Pietro Baiocchi
Pietro Baiocchi (Atri, 17 maggio 1834 – Palermo, 27 maggio 1860) è stato un militare e patriota italiano.

## Biografia
Unico abruzzese della spedizione dei Mille  partito da Quarto, morì combattendo alle porte di Palermo nel 1860, durante l'assedio. Il suo maestro fu il mazziniano matematico e filosofo Ariodante Mambelli.
Una lapide ed un busto in suo onore sono presenti nella chiesa di San Liberatore ad Atri, dove inoltre gli è stata intitolata una via.